# Palacio de Don Francisco Sánchez de Caso
El palacio de Don Francisco Sánchez de Caso es un pequeño palacio rural, hoy en ruinas, situado en Cerébanes en el concejo asturiano de Peñamellera Baja.

## Historia
Su fundación se inicia en 1734 por Francisco Sánchez de Caso. Durante las Guerras Carlistas el palacio fue incendiado quedando destruido el techo y parte de los forjados.

## Descripción
Es un edificio de estilo barroco, planta rectangular, dos pisos en la fachada frontal y uno en la posterior. Se puede ver la puerta central adintelada con tres escudos en el frontal. En una hornacina se encuentra la Virgen de Guadalupe.